# Димитър Сребров
Димитър (Диме) Илиев Сребров е български революционер, деец на Вътрешната македоно-одринска революционна организация.

## Биография
Димитър е роден във или около 1881 година в град Велес, тогава в Османската империя, в семейството на Илия Сребров. В 1901 година постъпва във ВМОРО. Участва с оръжие в ръка в Илинденско-Преображенското въстание от 1903 година и заедно с Диме Пърличков е осъден на 10 – 12 години затвор, но след 11 месеца затвор са освободени „след голем рушвет“. Служи на организацията като куриер, помагайки за пренасянето на хора и оръжие през Вардар.
По време на Първата световна война е мобилизиран в сръбската войска, но през 1915 година дезертира с оръжието си и се присъединява към Българската армия, чийто войник е до демобилизацията през 1918 година.
В 1941 година е избран във велешката контролна комисия на Илинденската организация.
При появата на комунистическите партизани е между инициаторите за създаване на Велешката контрачета.
На 11 март 1943 година, като жител на Велес, подава молба за българска народна пенсия, която е одобрена и пенсията е отпусната от Министерския съвет на Царство България.
Екзекутиран е при велешкото клане.